# Константа Бернштейна
Константа Бернштейна (позначається грецькою літерою {\displaystyle \beta }) — це математична константа, названа на честь Сергія Натановича Бернштейна, що має значення приблизно 0,2801694990....

## Означення
Нехай {\displaystyle E_{n}(f)} — помилка найкращого рівномірного наближення поліномом степеня не більше за {\displaystyle n} до дійснозначної функції {\displaystyle f(x)} на інтервалі {\displaystyle [-1;1]}.
У випадку {\displaystyle f(x)=|x|}, Бернштейн довів, що границя
{\displaystyle \beta =\lim _{n\to \infty }2nE_{2n}(f)}
існує і лежить у межах від 0,278 до 0,286. Його гіпотезу про те, що ця границя дорівнює
{\displaystyle {\frac {1}{2{\sqrt {\pi }}}}=0{,}28209\dots }
спростовали Варга та Карпентер, які обчислили
{\displaystyle \beta =0{,}280169499023\dots }

## Додаткова література
- Weisstein, Eric W. Bernstein's Constant. MathWorld.
- Ganzburg, Michael I. The Bernstein Constant and Polynomial Interpolation at the Chebyshev Nodes. Journal of Approximation Theory. doi:10.1006/jath.2002.3729.
- Revers, M. (2021). Asymptotics of Polynomial Interpolation and the Bernstein Constants. Results in Mathematics. 76. doi:10.1007/s00025-021-01408-3.